# أليكس كورداز
اليكس كورداز (بالإيطالية: Alex Cordaz)‏ (1 يناير 1983 في إيطاليا - ) هو لاعب كرة قدم إيطالي في مركز حراسة المرمى. لعب مع إنتر ميلان ونادي بارما ونادي تريفيزو ونادي سبيزيا ونادي سيتاديلا ونادي غوريتسا ونادي كروتوني ونادي لوغانو وASD Città di Acireale 1946 ‏ ويو أس بركوليتزه 1932 وإيه أس بيتزاغيتوني.

## وصلات خارجية
- اليكس كورداز على موقع قاعدة بيانات كرة القدم.إي يو (الإنجليزية)
- اليكس كورداز على موقع ليكيب (الفرنسية)
- اليكس كورداز على موقع Soccerway.com (الإنجليزية)
- اليكس كورداز على موقع عالم كرة القدم.نت (الإنجليزية)
- اليكس كورداز على موقع AS.com (الإسبانية)